# Jesse Pinkman
Jesse Bruce Pinkman è un personaggio immaginario, co-protagonista della serie televisiva Breaking Bad. È interpretato da Aaron Paul e doppiato da Francesco Pezzulli.

## Biografia del personaggio
Jesse Bruce Pinkman è nato in una famiglia della classe media ad Albuquerque, nel Nuovo Messico. All'inizio della serie, è stato a lungo allontanato dai suoi genitori a causa della sua dipendenza dalla droga e del suo stile di vita da spacciatore. Dopo essere stato costretto a lasciare la residenza dei suoi genitori, Jesse si trasferì con sua zia Ginny, di cui si prese cura fino alla sua morte per cancro. In seguito, gli fu permesso di rimanere nella sua casa, la cui proprietà cadde sui genitori di Jesse.
Jesse era uno studente svogliato al liceo e preferiva uscire con i suoi amici e fumare marijuana allo studio. Walter White, che Jesse chiama quasi sempre "Mr. White", era il suo insegnante di chimica e diede a Jesse un voto negativo nella sua classe. Walt stesso in seguito dice che non avrebbe mai pensato che Jesse sarebbe andato molto lontano, anche se la madre di Jesse, Diane, ricorda che Walt "deve aver visto del potenziale in Jesse; ha davvero cercato di motivarlo. Era uno dei pochi insegnanti a cui importava."
Nonostante la sua scarsa posizione accademica, Jesse riuscì a diplomarsi, con Walt presente sul palco quando ricevette il diploma.
La sua prima apparizione cronologica, è avvenuta nel 2004: Jesse è fuori dall'ufficio di Saul Goodman quando Kim Wexler emerge dopo aver firmato i suoi documenti di divorzio con Saul. Prendendo una sigaretta da Kim, Jesse la riconosce come il difensore d'ufficio che aveva tirato fuori dai guai il suo amico Christian "Combo" Ortega da giovane per aver rubato il Bambino Gesù da una mostra della Natività. Jesse chiede se Saul è bravo, dopo aver visitato il suo ufficio con Emilio Koyama che sta affrontando una grave pena detentiva, e ha deciso di scegliere Saul come suo avvocato sulla base di una pubblicità televisiva. Kim dice a Jesse che "quando l'ho conosciuto, lo era", prima che se ne andasse.

### Breaking Bad

#### Prima stagione
Quando a Walt viene diagnosticato un cancro ai polmoni e pensa di produrre metanfetamine per provvedere alla sua famiglia, cerca di conoscere il business illegale della droga accompagnando suo cognato Hank Schrader, un agente della Drug Enforcement Administration (DEA), su una cavalcata. Durante un arresto per droga, vede Jesse scappare dalla scena ma il partner di Jesse, Emilio Koyama, viene arrestato. 
Walt successivamente si rende conto che Jesse è "Cap'n Cook", un cuoco di metanfetamina su cui Hank sta indagando. Walt usa i registri degli studenti per rintracciare Jesse, il suo ex allievo, e lo ricatta facendogli "cucinare" nella parte produttiva del traffico illegale di droga di Jesse. Walt prevede di utilizzare la sua conoscenza della chimica per cucinare potenti metanfetamine che Jesse distribuirà, e gli dà $ 7.000 per acquistare un veicolo ricreativo (RV) che sarà utilizzato come laboratorio di metanfetamina. Jesse spreca la maggior parte dei soldi in uno strip club, ma uno dei suoi amici, Combo, lascia che Jesse acquisti il camper della sua famiglia per $ 1.400.
Dopo che Walt ha cucinato il suo primo lotto di metanfetamina, Jesse è colpito dalla sua qualità, definendola la più pura che abbia mai visto. Si avvicina al cugino di Emilio, Domingo "Krazy-8" Molina, un distributore di metanfetamina di Albuquerque, per proporgli di fare affari con lui. Krazy-8 è sospettoso, quindi Emilio e lui fanno in modo che Jesse li porti a incontrare Walt. Emilio riconosce che Walt è stato con Hank durante l'arresto della DEA, e tentano di ucciderlo, ma lui produce gas fosfina che uccide Emilio e rende inabile Krazy-8, permettendo a Walt di fuggire con Jesse privo di sensi.
Una volta tornato in città, Walt fa acquistare a Jesse un contenitore di plastica in cui intende dissolvere il corpo di Emilio con acido fluoridrico. Jesse non riesce a trovare un contenitore abbastanza grande, quindi dissolve il corpo nella vasca da bagno al piano di sopra della casa di Ginny, che fa un buco nel pavimento del bagno e rovescia i resti nel corridoio del piano di sotto. Dopo aver ripulito la scena e ucciso Krazy-8, Walt e Jesse tentano di eseguire la distribuzione di metanfetamina da soli.
Walt e Jesse trasferiscono il loro laboratorio dal camper al seminterrato di Jesse. Il loro prodotto diventa una presenza abbastanza grande nella scena della droga di Albuquerque da diventare il fulcro delle indagini di Hank. Insoddisfatto della quantità di denaro che Jesse sta guadagnando come commerciante di basso livello, Walt lo convince a trovare un distributore di fascia alta. Skinny Pete, uno degli amici di Jesse, lo mette in contatto con Tuco Salamanca, un potente boss della droga messicano che opera ad Albuquerque. Al loro primo incontro, Tuco picchia Jesse così tanto che deve essere ricoverato in ospedale. Dopo che Walt ha stretto Tuco in una partnership redditizia, anche se instabile, Walt e Jesse espandono le loro operazioni rubando un grande fusto di metilammina. Ciò consente loro di produrre metanfetamina ancora più potente in quantità maggiori.

#### Seconda stagione
La seconda stagione si apre con Walter e Jesse che concludono un affare con il violento narcotrafficante Tuco, il quale però uccide a calci e pugni un suo scagnozzo proprio davanti ai loro occhi. I due sono terrorizzati all'idea che Tuco possa riservare loro lo stesso trattamento e nei giorni seguenti notano più volte l'auto del messicano davanti alle loro rispettive abitazioni. Jesse propone di giocare d'anticipo e di freddare Tuco con un colpo di pistola ma Walter lo convince ad usare la ricina. Gli eventi prendono una piega diversa e i due vengono rapiti dal narcotrafficante Tuco, il quale li porta in una baracca isolata dove abita suo zio malato. Grazie anche all'intervento del cognato di Walter che uccide Tuco i due riescono a scappare dalla baracca. Jesse è successivamente trattenuto dalla DEA per un interrogatorio. Verrà poi rilasciato per mancanza di prove a suo carico. Jesse, a causa della sua dipendenza dalla droga e dalla vita sregolata che conduce, viene sfrattato dai suoi genitori e rimane senza soldi.
Quando riesce a risollevarsi economicamente e a trasferirsi, sviluppa un interesse particolare per la sua nuova vicina di casa: Jane Margolis. Walter e Jesse decidono che è il momento di espandere il loro giro d'affari, ma incontrano subito grossi problemi; decidono quindi di rivolgersi ad un famoso avvocato: Saul Goodman, che li aiuterà nei loro problemi con la legge. La tossicodipendenza di Jesse si fa più grave quando sfocia nell'eroina insieme alla sua nuova fidanzata Jane. Walter è costretto a mandare avanti gli affari da solo e ha un'accesa discussione al telefono con Jane riguardo alla parte di soldi che spetta a Jesse. Walter si reca a casa di Jesse per parlargli e scopre i due addormentati e drogati a letto, con Jane in preda alle convulsioni; Walter si limita a guardarla e a lasciarla morire. Jesse scopre la fidanzata morta la mattina seguente e rimane sconvolto per un lungo periodo.

#### Terza stagione
Nel primo episodio Jesse esce ripulito da un centro di recupero per tossicodipendenti e Walter è costretto a rivelare il proprio segreto a Skyler che chiede il divorzio al marito. Sullo sfondo si prospetta una nuova minaccia costituita dai cugini di Tuco pronti a vendicare la sua morte. Walter prova ad evitare in tutti i modi il divorzio ma Skyler gli vieta di vedere anche i suoi figli. Jesse riesce, grazie all'aiuto dell'avvocato Saul, a comprare la sua vecchia casa dai genitori ad un prezzo conveniente. Walt non rispetta le richieste della moglie di stare lontano da casa e lei, per vendicarsi, va a letto con il suo datore di lavoro Ted. Nel frattempo il narcotrafficante Gus Fring propone a Walter un nuovo contratto di lavoro, con un compenso economico da capogiro, ma lui rifiuta a causa della sua situazione familiare. Hank, agente della DEA, segue una pista che lo conduce fino a Jesse e al suo camper. Walter aiuta Jesse a disfarsi del camper prima che il cognato riesca ad arrivare con un mandato di perquisizione. Walter si fa convincere da Gus e torna a cucinare metanfetamina in un nuovo laboratorio e con un nuovo socio: Gale Boetticher.
Hank, preso dalla rabbia a causa di una falsa telefonata di Jesse che lo aveva distratto (azione in realtà compiuta da Walter), picchia Jesse violentemente fino a mandarlo in ospedale, per questo motivo viene sollevato dal caso ed è costretto a consegnare il distintivo e la pistola. I cugini di Tuco tendono un agguato a Hank in un parcheggio, ma l'ex agente è abile ad eliminarli entrambi rimediando però diversi colpi di pistola che lo costringeranno su una sedia a rotelle per un lungo periodo. Skyler decide di pagare la fisioterapia di Hank con i soldi guadagnati da Walter, ma si consulta anche con Saul su come ripulirli e insieme decidono di acquistare l'autolavaggio dove lavorava Walter. Jesse è intenzionato a vendicare la morte del suo amico spacciatore e viene salvato all'ultimo momento da Walter, il quale investe i due trafficanti della gang rivale. Walter e Jesse sono costretti a uccidere Gale Boetticher per rendersi indispensabili e continuare a cucinare metanfetamina per Gus Fring, ed è lo stesso Jesse a ucciderlo con un colpo di pistola alla testa.

#### Quarta stagione
Immediatamente dopo l'omicidio di Gale, Walt e Jesse vengono riportati al superlab. Bloccato con Walt e Jesse perché non ha Gale, e arrabbiato con Victor per essere stato riconosciuto sulla scena dell'omicidio di Gale, Gus taglia la gola di Victor con un taglierino in una raccapricciante dimostrazione di forza. 
Jesse tenta di distrarsi dalla colpa di aver ucciso Gale organizzando un perpetuo rave di droga a casa sua. Mette anche una grande quantità di denaro nella cassetta delle lettere di Andrea, esortandola a lasciare Albuquerque con il suo giovane figlio, Brock. Jesse diventa sempre più indifferente al proprio benessere e ruba metanfetamina dal superlab per alimentare le sue feste cariche di droga.
Mike informa Gus dell'incoscienza di Jesse, ma invece di ordinare la morte di Jesse, Gus chiede a Mike di portare Jesse a fare una commissione per raccogliere soldi. Sull'ultimo pickup, Jesse vede un uomo con un fucile avvicinarsi all'auto e tenta di investirlo, quindi sperona l'auto dell'uomo e se ne va. Viene rivelato che l'uomo con il fucile stava lavorando per Mike, e questo è stato progettato per testare la lealtà di Jesse. Walt indovina correttamente che Gus sta cercando di creare un cuneo nella loro collaborazione, ma Jesse lo congeda.
Durante il prossimo incarico di Jesse con Mike, che prevede il recupero della metanfetamina rubata da due tossicodipendenti, Jesse fa in modo che un tossicodipendente si ostini a scavare una buca nel cortile e disarma l'altro, cosa che impressiona Gus. Poco dopo, Jesse riprende la sua relazione con Andrea e diventa una figura paterna per Brock.
Walt incarica Jesse di uccidere Gus con una fiala di ricina, che Jesse nasconde in una sigaretta. Più tardi, quando Gus si incontra con i membri del cartello, Jesse pensa di aggiungere il caffè di Gus con la ricina, ma si astiene dal farlo quando si rende conto che potrebbe avvelenare le terze parti presenti (e potrebbe finire per bere lui stesso il caffè). 
Walt spinge Jesse a cercare di organizzare un incontro quando Walt scopre che Hank sta indagando su Gus, ma Walt fa marcia indietro quando vede un messaggio di testo che suggerisce che Jesse ha mentito sul non incontrare Gus. Walt mette un dispositivo di localizzazione sul veicolo di Jesse e scopre che Jesse aveva cenato a casa di Gus la sera prima. Walt affronta Jesse, portando a una rissa fisica. Jesse prende il sopravvento e ordina a Walt di andarsene e di non tornare mai più.
Gus e Mike portano Jesse in viaggio in Messico per fargli insegnare la formula di Walt ai chimici del cartello. Impressionato dall'abilità di Jesse, Gus apparentemente fa in modo che Jesse diventi il loro cuoco permanente. Tuttavia, durante una festa, Gus usa una bottiglia di tequila avvelenata per uccidere la leadership del cartello, incluso il suo capo, Don Eladio Vuente. 
Jesse salva Mike, a cui hanno sparato durante il caos, e Gus, che ha bevuto di proposito la tequila avvelenata per convincere il cartello a fare lo stesso. Successivamente, Gus si offre di assumere Jesse come suo cuoco a tempo pieno. Jesse accetta a condizione che Gus risparmi la vita di Walt. Quando la moglie di Walt, Skyler e i suoi figli ricevono protezione dalla DEA a seguito di una minaccia alla vita di Hank, Gus usa le informazioni per ritrarre Walt come un informatore, tentando ulteriormente di allargare il divario tra Walt e Jesse. Walt va a casa di Jesse per chiedere aiuto, ma Jesse lo butta fuori dalla sua proprietà.
Poco dopo, Brock si ammala mortalmente. Jesse suppone che Brock sia stato avvelenato dalla ricina e presume immediatamente che Walt sia responsabile. Jesse si presenta a casa di Walt e lo affronta sotto la minaccia delle armi. Tuttavia, Walt convince Jesse che è stato Gus ad avvelenare Brock, ricordandogli la volontà di Gus di uccidere i bambini. Jesse alla fine racconta a Saul delle visite di Gus all'esecutore del cartello Hector Salamanca nella casa di cura di quest'ultimo, portando Walt a visitare lo stesso Hector e convincerlo ad attirare Gus sul posto. Gus viene successivamente ucciso quando Walt si prepara e Hector attiva un tubo bomba sotto la sedia a rotelle dell'anziano signore della droga. Dopo aver appreso della morte di Gus, Walt prende d'assalto il superlab di Gus e salva Jesse.
Dopo aver distrutto il superlab, Jesse rivela che Brock non è stato avvelenato dalla ricina, ma dalle bacche del mughetto. Jesse si rende conto che Gus non avrebbe potuto avvelenare Brock, ma Walt gli assicura che uccidere Gus era l'unica linea d'azione che avrebbero potuto intraprendere. La scena finale della quarta stagione mostra una pianta di mughetto in vaso nel cortile di Walt, rivelando che Walt aveva avvelenato Brock per riguadagnare la lealtà di Jesse e spingerlo all'azione come parte del piano di Walt per uccidere Gus.

#### Quinta stagione
Jesse è sconvolto da quello che è successo a Brock e diventa ossessionato dall'idea di scoprire cosa è successo alla ricina. Jesse chiede a Walt di aiutarlo a cercare nella casa di Jesse la sigaretta contenente il veleno. Walt pianta una replica della sigaretta di ricina nel Roomba di Jesse, che Jesse trova. Jesse quindi accetta di continuare a cucinare metanfetamina con Walt. Poco dopo, le manipolazioni di Walt sui sentimenti di Jesse per Andrea e Brock lo portano a rompere con lei in modo che Andrea e Brock siano al sicuro dagli effetti del suo coinvolgimento nella vendita di droga.
Lui e Walt uniscono le forze con Mike per avviare la propria operazione di metanfetamina. Dopo che il loro fornitore, Lydia Rodarte-Quayle, non è in grado di continuare a rubare il precursore della metilammina dal barile, li mette in un modo per rubare 1.000 galloni da un treno che viaggia attraverso il New Mexico. Durante la rapina, il loro complice, Todd Alquist, spara e uccide un ragazzino, Drew Sharp, che era testimone del crimine. Jesse è inorridito e decide di lasciare l'attività di metanfetamina.
Mike e Jesse vogliono uscire dall'attività e fare in modo che il rivale signore della droga Declan acquisti la metilammina per $ 15 milioni. Walt si rifiuta di vendere la sua quota e Declan non comprerà a meno che non ottenga tutto. Invece, Walt fa un accordo che consente a Jesse e Mike di essere pagati, mentre Walt continua a cucinare per Declan. Sperando di attirare Jesse come suo assistente, Walt si rifiuta di pagarlo e Jesse se ne va, dicendo che preferirebbe rinunciare ai soldi piuttosto che continuare nel business della droga. Quando Walt decide di smettere di cucinare, va a casa di Jesse e gli paga la sua parte dell'acquisizione.
Sopraffatto dal senso di colpa per la morte di Drew e indovinando correttamente che Mike è morto, Jesse cerca di dare i suoi soldi a Saul con le istruzioni di dare metà ai genitori di Drew e l'altra metà alla nipote di Mike. Quando Saul rifiuta perché ciò attirerà troppa attenzione, Jesse guida per la città lanciando a caso pacchi di denaro sui marciapiedi e sui prati davanti. Viene rapidamente arrestato e interrogato dall'APD, che poi permette a Hank - che ora sa che Walt è "Heisenberg", il boss della metanfetamina che ha cercato di catturare - di interrogarlo. Jesse non confessa nulla e Saul paga presto la sua cauzione. 
Saul, Walt e Jesse si incontrano nel deserto, dove Walt suggerisce a Jesse di saltare la città e ricominciare da capo con una nuova identità. Jesse è d'accordo, ma proprio mentre sta per essere catturato dallo "scomparso" di Saul, si rende conto che la guardia del corpo di Saul Huell Babineaux ha preso la sua sigaretta di ricina, il che significa che Walt è stato colui che ha orchestrato l'avvelenamento di Brock. Jesse torna nell'ufficio di Saul e lo picchia finché non ammette che Walt gli ha detto di rubare la ricina. Jesse poi va a casa di Walt e la cosparge di benzina, con l'intenzione di bruciarla. Prima che Jesse possa accendere il fuoco, Hank arriva e lo convince che il modo migliore per convincere Walt è che lavorino insieme.
Hank permette a Jesse di rimanere a casa sua in modo da poter registrare la confessione di Jesse. Hank prevede di far indossare a Jesse un filo per registrare Walt che fa dichiarazioni incriminanti. Jesse va alla riunione, mentre Hank e il suo partner Steve Gomez guardano nei camion di sorveglianza. Jesse nota un uomo sospettoso vicino a Walt, presumendo erroneamente che Walt abbia ingaggiato un assassino per ucciderlo. Si avvicina a un telefono pubblico, chiama Walt e dice che intende porre fine al business della droga di Walt. Jesse poi dice a Hank che ha un modo migliore per arrivare a Walt: attraverso i suoi soldi per la droga.
Hank interroga Huell e deduce che Walt ha seppellito i suoi soldi nel deserto. Jesse chiama Walt affermando di aver trovato i soldi e minaccia di bruciarli se Walt non si fa vivo. Walt casca allo stratagemma e guida nel deserto per controllare i contanti, con Hank e Jesse all'inseguimento. Walt si rende conto che Jesse lo ha ingannato e chiama lo zio di Todd, Jack Welker, il capo di una banda di motociclisti con legami con la Fratellanza Ariana, con la richiesta di venire sul posto e uccidere Jesse. Walt interrompe quando vede Hank e Gomez stanno accompagnando Jesse, e Walt si arrende a Hank. Walt viene arrestato e Jesse gli sputa in faccia. 
il Gruppo di Jack arriva quindi nonostante gli sia stato detto di non farlo, e ne segue uno scontro a fuoco in cui Hank e Gomez vengono uccisi. Jesse si nasconde sotto l'auto di Walt, ma Walt rivela la posizione di Jesse. Poco prima che la banda di Jack porti via Jesse, Walt dice dispettosamente a Jesse di aver visto Jane morire. Al quartier generale di Todd, la banda tortura Jesse fino a quando non rivela tutto ciò che sa, quindi lo rinchiude in una cella. Todd accompagna Jesse incatenato a un laboratorio di metanfetamina, dove Jesse nota una fotografia di Andrea e Brock prima che Todd gli dica che deve cucinare metanfetamina per la banda.
Jesse fugge ma viene rapidamente ripreso. Come punizione, Todd porta Jesse a casa di Andrea e la uccide proprio di fronte a lui. Jack minaccia di uccidere Brock se tenta di scappare di nuovo.
Pochi mesi dopo, Walt torna dal suo nascondiglio nel New Hampshire. Dopo aver scoperto che Jesse è vivo, Walt va al complesso di Jack, affermando di avere una nuova formula di metanfetamina da vendere. Jack intende uccidere Walt, ma Walt accusa Jack di collaborare con Jesse per vendere metanfetamina. Jack ha portato Jesse in modo da poter dimostrare che Jesse è costretto a lavorare per lui e non è un partner. Walt affronta Jesse a terra proprio mentre gli spari di una mitragliatrice che Walt aveva nascosto nella sua macchina esplodono sull'edificio, uccidendo l'intera banda di Jack tranne Jack e Todd. Jesse strangola Todd a morte usando la catena dalle sue catene, poi prende la chiave dalla tasca di Todd e si libera. 
Dopo aver sparato a Jack a morte, Walt porge a Jesse la pistola e chiede a Jesse di ucciderlo. Notando che Walt è stato ferito a morte dagli spari, Jesse dice a Walt che se vuole morire, dovrebbe uccidersi. Prima che Jesse se ne vada, Walt risponde a una chiamata di Lydia sul telefono di Todd e le dice che presto sarà morta perché l'ha avvelenata con la ricina. Walt fa un ultimo cenno a Jesse prima che se ne vada con la El Camino di Todd, ridendo e piangendo di sollievo mentre scompare nella notte.

### El Camino - Il film di Breaking Bad
Dopo essere fuggito dal rifugio della banda di Jack, Jesse raggiunge immediatamente Skinny Pete e Badger, chiedendo loro aiuto per nascondere la Chevrolet El Camino di Todd che ha usato per scappare. L’indomani cerca di convincere il vecchio Joe a prelevarla per distruggerla, ma Joe analizza la macchina e capisce che la polizia la sta localizzando; di conseguenza se ne va e avvisa Jesse del pericolo.
Skinny Pete fa guidare a Badger la sua Ford Thunderbird in modo da portarla al confine col Messico e sporgere denuncia per furto inscenando la fuga di Jesse, a cui viene data una Pontiac Fiero per scappare dalla città. Jesse torna all'appartamento di Todd per cercare i suoi soldi, tuttavia poco dopo aver trovato il denaro, due criminali travestiti da poliziotti e anch’essi alla ricerca della fortuna di Todd lo catturano. Dopo aver scoperto però che non sono poliziotti, Jesse costringe uno di loro ad accettare la divisione in tre parti del malloppo in modo da evitare di attirare le attenzioni di un condomino che potrebbe avvisare la vera polizia. Uscito dall’edificio Jesse ricorda che uno dei due criminali è lo stesso che aveva costruito il laboratorio nel rifugio di Jack e della sua banda, dove è stato costretto a cucinare mentre era incatenato.
Jesse si rivolge ad Ed, il contatto di Saul specializzato nel fornire nuove identità alle persone; tuttavia Ed è contrario ad aiutare Jesse e in ogni caso vuole essere pagato il doppio in virtù di un servizio non retribuito in passato. A Jesse mancano 1800 dollari per completare il pagamento, così, attraverso uno stratagemma, si introduce in casa dei suoi genitori e prende due pistole dalla cassaforte; poco dopo si reca nell’azienda dei criminali che ha incontrato nella casa di Todd, li uccide e prende il resto del denaro. Per completare la sua vendetta causa l’esplosione dell’intera struttura bruciando una bombola del gas.
Alla fine, Jesse riesce a pagare Ed, il quale lo porta in Alaska per iniziare una nuova vita. Jesse lascia una lettera di addio da destinare a Brock, per poi allontanarsi ricordando ciò che la defunta Jane gli disse quando erano fidanzati, spronandolo a prendere lui stesso le decisioni sulla sua vita per trovare il suo posto nel mondo.

### Better Call Saul

#### Sesta stagione
Due mesi dopo gli eventi di El Camino, Francesca Liddy usa un telefono pubblico per ricevere una chiamata da Saul Goodman, che si era nascosto sotto il nome di Gene Takavic a Omaha, nel Nebraska. Come avevano fatto Walt e Jesse, Saul usò Ed Galbraith per scomparire in una nuova posizione sotto una falsa identità. Francesca gli dice che con tutti coloro che sono collegati a Walt sono morti o collaborano con le autorità, e che Saul e Jesse Pinkman sono i due più grandi obiettivi rimasti. Tuttavia, dice anche che l'auto di Jesse è stata trovata "vicino al confine", il che implica che il piano di Skinny Pete di allontanare le autorità dalle tracce di Jesse ha funzionato.

## Omaggi
- Venerdì 26 luglio 2022 all'Albuquerque Convention Center, nella cittadina di Albuquerque nel Nuovo Messico, USA, dov'è stata ambientata la serie, sono state inaugurate due statue dedicate a Breaking Bad che ritraggono gli attori Bryan Cranston ed Aaron Paul nei panni di Walter White e Jesse Pinkman.[2][3][4][5] L'inaugurazione è avvenuta alla presenza dei due attori raffigurati, più Dean Norris (l'agente della DEA Hank Schrader), gli showrunner Vince Gilligan e Peter Gould e alcuni membri del cast dello spin-off Better Call Saul: Rhea Seehorn (interprete di Kim Wexler), Michael Mando (Nacho Varga) e Patrick Fabian (Howard Hamlin).[2][3][4][5]